# Christiane Marquardt
Christiane Marquardt (* 13. November 1958 in Berlin) ist eine deutsche Leichtathletin, die – für die DDR startend – bei den Europameisterschaften 1978 die Goldmedaille mit der 4-mal-400-Meter-Staffel der DDR gewann (3:21,2 min, zusammen mit Barbara Krug, Marita Koch und Christina Brehmer). Im 400-Meter-Lauf dieser Europameisterschaften wurde sie Fünfte (51,99 s). Im selben Jahr wurde sie mit dem Vaterländischen Verdienstorden in Bronze ausgezeichnet.
Marquardt startete für den TSC Berlin. In ihrer aktiven Zeit war sie 1,71 m groß und wog 55 kg.